# Saint-Georges-de-Didonne
Saint-Georges-de-Didonne är en stad i sydvästra Frankrike, belägen i departementet Charente-Maritime i regionen Nouvelle-Aquitaine.
Saint-Georges-de-Didonne ligger 2 km sydost om Royan som ligger vid stranden av Girondeestuariet och är en viktig bad- och turistortstad vid Atlantens kust.
Staden har en lång strand och en liten hamn. Det är framför allt en badortstad vid Girondeestuariet.
Badorten ingår i Royans sydöstra förorter och har omkring 5 000 invånare. Det är den artonde största staden i Charente-Maritime.

## Befolkningsutveckling
Antalet invånare i kommunen Saint-Georges-de-Didonne
| Referens: INSEE |